# Sasaki Kōzō

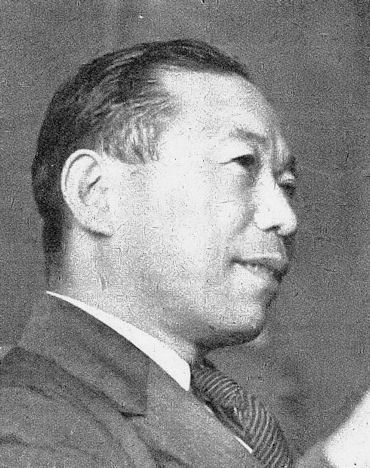
Sasaki Kōzō

Sasaki Kōzō (japanisch 佐々木 更三; geboren 25. Mai 1900 in der Präfektur Miyagi; gestorben 24. Dezember 1985 ebenda) war ein japanischer sozialistischer Politiker.

## Leben und Wirken
Sasaki Kōzō besuchte eine Oberschule und beteiligte sich an politischen Bewegungen, während er als Köhler arbeitete. Später zog er nach Tokio und machte 1928 seinen Abschluss an der Fakultät für Politikwissenschaft der Nihon-Universität. Er kehrte 1930 in die Präfektur Miyagi zurück, wurde u. a. Generalsekretär des Präfekturverbandes der damaligen Zennō (全農; ein Bauernverband im Kaiserreich) und 1937 in den Stadtrat von Sendai gewählt. Er kam mehrfach ins Gefängnis, so 1939 im Zusammenhang mit dem „Volksfront-Vorfall“.
Nach dem Zweiten Weltkrieg war Sasaki Vorsitzender des Präfekturverbandes Miyagi der Zen-Nihon Nōmin-kumiai rengō-kai (全日本農民組合連合会; „Alljapanische Vereinigung der Landwirte-Gewerkschaften“, kurz 全日農 Zen-Nichi-nō). Er war auch an der Gründung der Sozialistischen Partei Japans beteiligt. 1947 wurde er im damaligen 1. Wahlkreis (SNTV-Fünfmandatswahlkreis) von Miyagi ins Repräsentantenhaus gewählt und danach bis einschließlich 1972 zehnmal in Folge wiedergewählt; 1976 wurde er knapp auf dem sechsten Platz abgewählt. Nach der Spaltung der Partei 1951 war er eine zentrale Figur des linken Flügels. Er war entschieden gegen die strukturelle Reformlinie von Eda Saburō und kämpfte mit Eda um den Posten des Generalsekretärs und des Vorsitzenden. Nach der Wiedervereinigung der Partei 1955 war er Vorsitzender des Wahlkampfausschusses und leitete das/die „Büro/Abteilung für allgemeine Angelegenheiten“ (総務局 sōmu-kyoku), 1964 stellvertretender Parteivorsitzender.
Sasaki wurde unterstützt durch die Sasaki-Faktion, hatte so den linken Flügel der Partei hinter sich. Von 1965 bis 1967 war er schließlich Parteivorsitzender als Nachfolger Kawakami Jōtarōs. Er hatte enge Beziehungen zur chinesischen Führung und leistete einen Beitrag zur Normalisierung der diplomatischen Beziehungen. 1976 zog er sich aus der Politik zurück, nachdem er die Wahl zum Repräsentantenhaus verloren hatte, blieb aber der Partei als Berater verbunden.